# Phyllachora bourreriae
Phyllachora bourreriae är en svampart som beskrevs av F. Stevens & Dalbey 1919. Phyllachora bourreriae ingår i släktet Phyllachora och familjen Phyllachoraceae.   Inga underarter finns listade i Catalogue of Life.